# 대한민국 형법 제53조
대한민국 형법 제53조는 작량감경에 대한 형법총칙의 조문이다.

## 조문
제53조(작량감경) 범죄의 정상에 참작할 만한 사유가 있는 때에는 작량하여 그 형을 감경할 수 있다.
第53條(酌量減輕) 犯罪의 情狀에 參酌할 만한 事由가 있는 때에는 酌量하여 그 刑을 減輕할 수 있다.

## 참고 문헌
- 신이철, 형법총론, 경찰승진연구회, 2005. ISBN 9788988777886
- 조현욱, 형법총론강의, 진원사, 2008 ISBN 9788990904621
- 손동권, 형법총론, 栗谷出版社, 2011. ISBN 9788991830936
- 이현정. (2011). 형법 제53조의 개정방안. 성균관법학, 23(1), 95-128.